# Grand Avenue Project

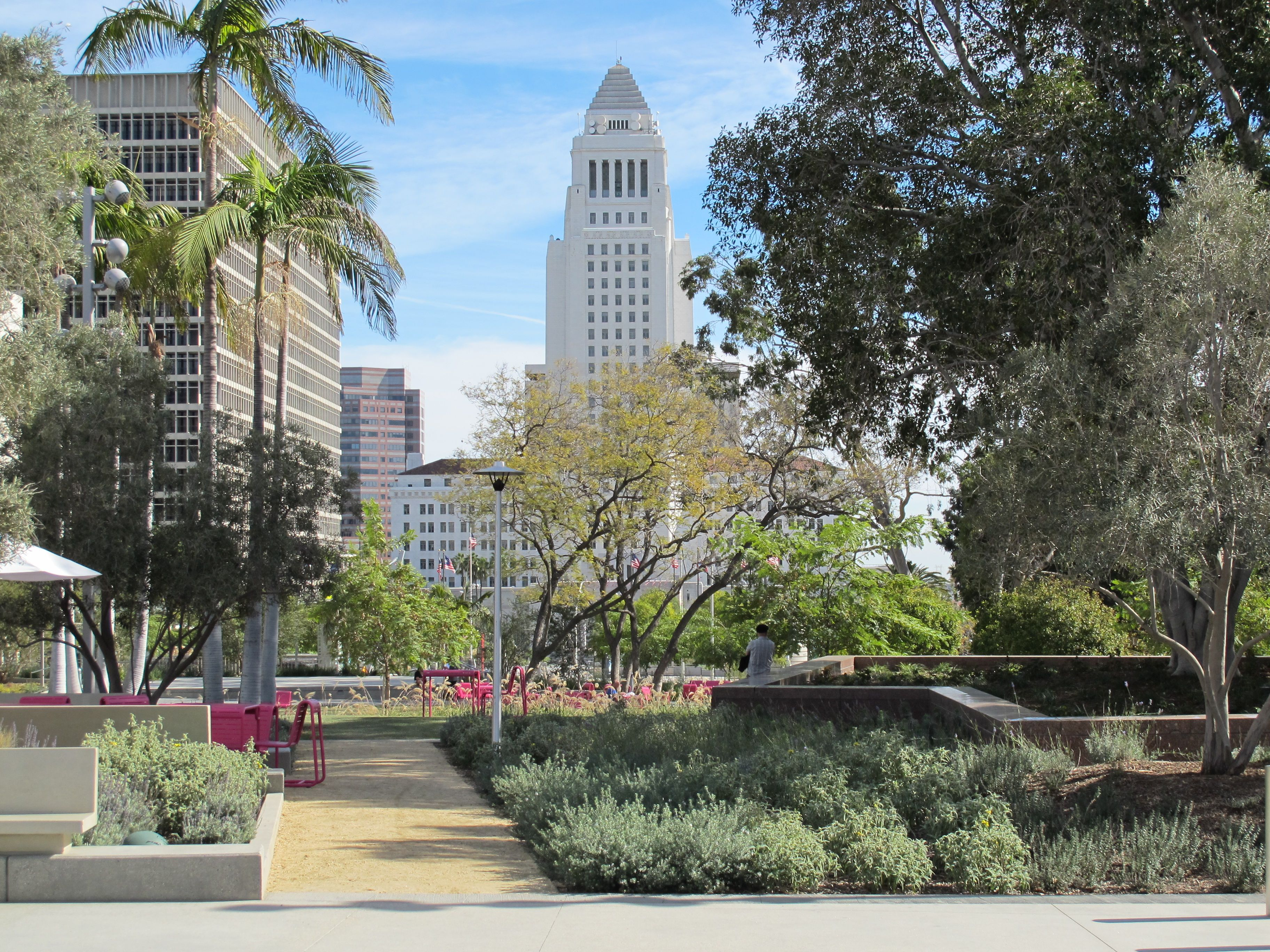
Grand Park norrifrån mot Los Angeles stadshus

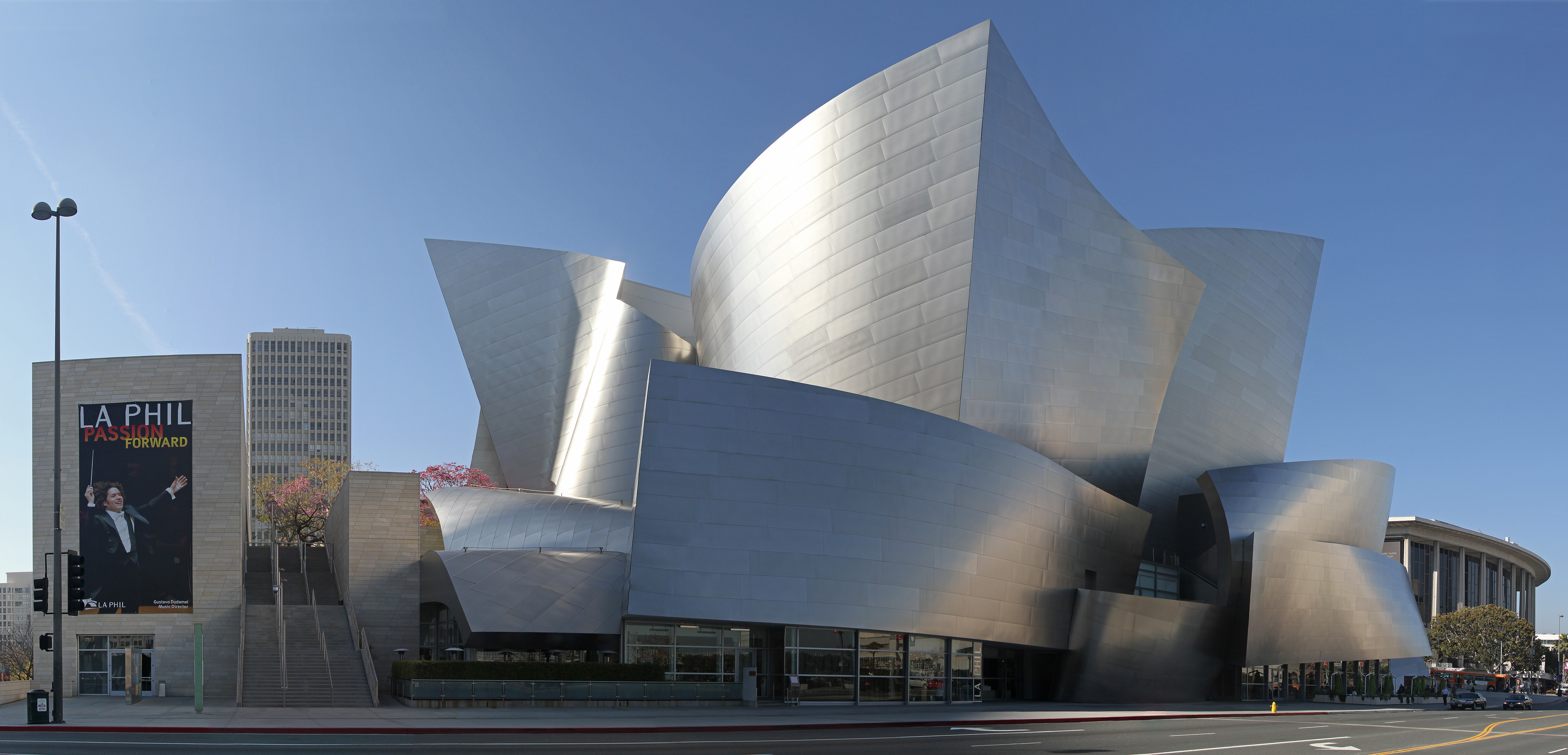
Walt Disney Concert Hall

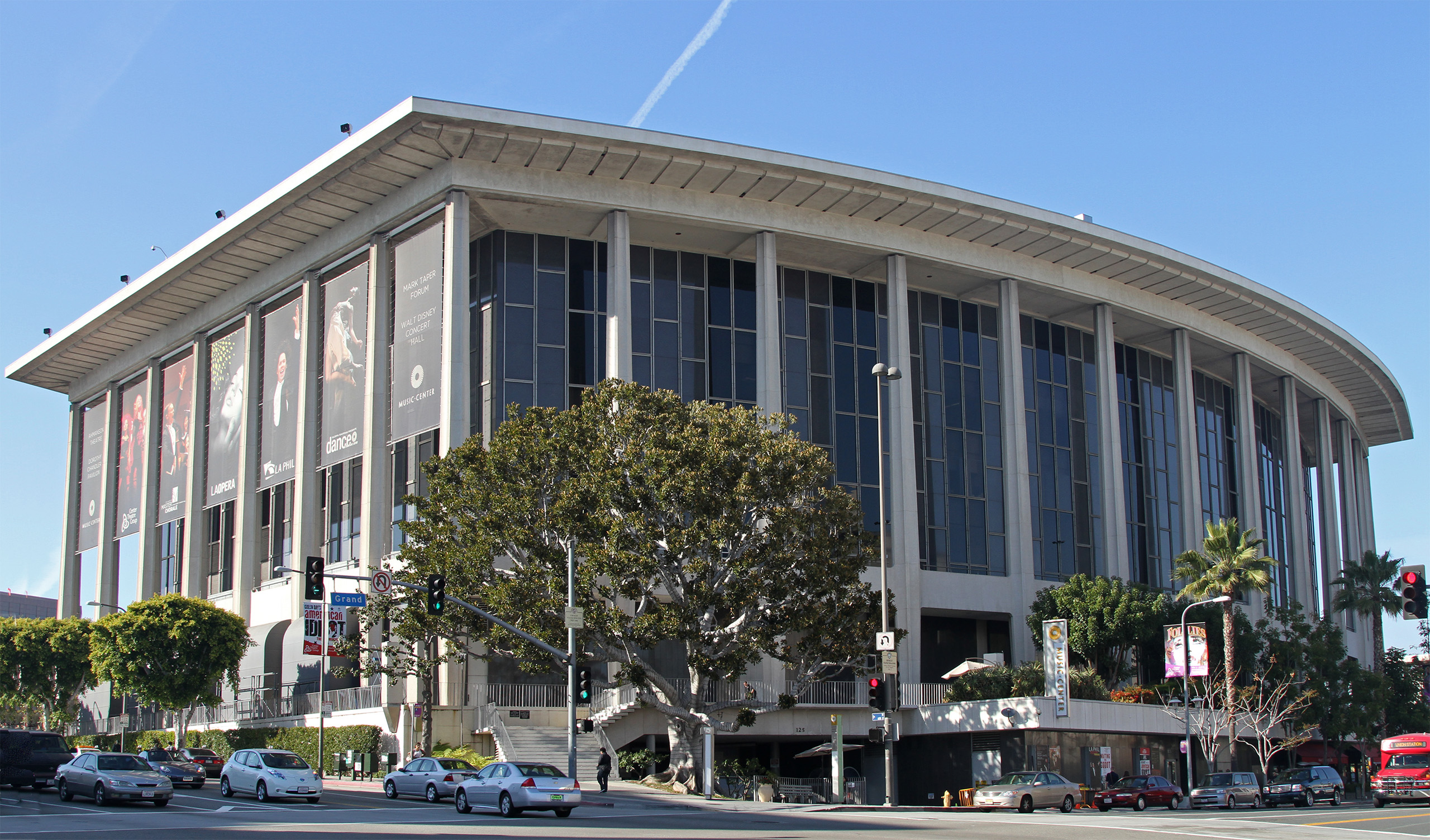
Dorothy Chandler Pavilion

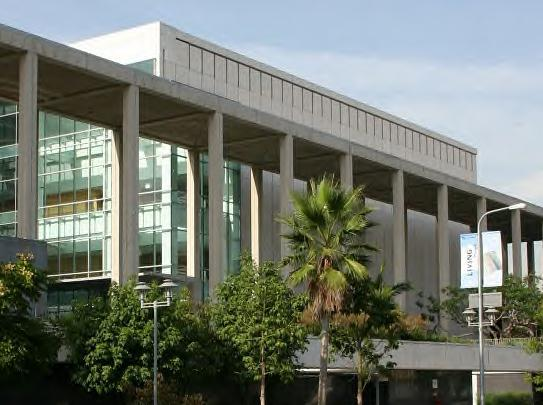
Ahmanson Theatre

Grand Avenue Project är ett pågående stadsutvecklingsprojekt i centrala Los Angeles.
Grand Avenue är ett nord-sydligt genomfartsstråk i Los Angeles centrala affärsdistrikt, Downtown, med höga kontorshus och begränsad bostadsbebyggelse. Sedan mitten av 2000-talet har staden Los Angeles i samarbete med privata byggherrar arbetat med att skapa liv runt den del av Grand Avenue, som ligger i höjd med, och nära, Los Angeles stadshus, ungefär sex kvarter mellan Temple Street och 3rd Street. I retoriken har talats om parken som en motsvarighet till New Yorks Central Park, även om skalan skiljer sig ordentligt åt, och om Grand Avenue som en Los Angeles Champs Elysées.
De första planerna skisserades före finanskrisen 2007–2008 och de har blivit nedskurna och genomförandet försenats. Bygget av Eli Broads museiprojekt The Broad i kvarteret närmast märkesbyggnaden Walt Disney Concert Hall pågår, med förväntad invigning mot slutet av 2014. Planeringen av ett hotell-, bostads- och detaljhandelskomplex runt ett U-format torg mitt emot Walt Disney Concert Hall, möjligen också med Frank Gehry som arkitekt, synes (i slutet av 2013) vara nära avgörande av stadens myndigheter.
Området är på väg att bli ett kulturellt centrum för Los Angeles med ett flertal märkesbyggnader, som opera, teaterscener och konserthus samt med två av regionens fyra stora existerande eller planerade museer för samtidskonst.

## Grand Park
Ett centralt delprojekt är tillkomsten av Grand Park, ett grönområde på 4,9 hektar i den i övrigt parkfattiga miljön i Los Angeles-området. Grand Park sträcker sig långsmalt från torgbildningen Music Center Plaza vid Grand Avenue i nordväst fram till Los Angeles stadshus i sydost. Anläggandet av parken påbörjade 2010 och invigningen skedde i juni 2013.

## Landmärken vid Grand Avenue
- Grand Park
- Walt Disney Concert Hall, bas för Los Angeles filharmoniska orkester och kören Los Angeles Master Chorale
- Dorothy Chandler Pavilion, hemmascen för Los Angeles Opera
- Ahmanson Theatre, scen för The Center Theatre Group
- Mark Taper Forum, scen för The Center Theatre Group, invigd 1967
- Museum of Contemporary Art, Los Angeles, ett befintligt museum för samtidskonst
- The Broad, ett museum för samtidskonst, som nu (januari 2014) är under byggnad

## Koordinater för karta
För karta, använd Geolänk-boxen till höger. Bing-alternativet är det bättre för denna kartbild.
- Grand Park 34°03′21.44″N 118°14′46.27″V / 34.0559556°N 118.2461861°V
- Walt Disney Concert Hall 34°03′19″N 118°15′00″V / 34.05528°N 118.25000°V
- Dorothy Chandler Pavilion 34°3′23″N 118°14′55″V / 34.05639°N 118.24861°V
- Ahmanson Theatre 34°3′29″N 118°14′50″V / 34.05806°N 118.24722°V
- Mark Taper Forum 34°3′27″N 118°14′52″V / 34.05750°N 118.24778°V
- Museum of Contemporary Art 34°03′11.92″N 118°15′01.47″V / 34.0533111°N 118.2504083°V
- The Broad 34°03′16.01″N 118°15′01.95″V / 34.0544472°N 118.2505417°V
- Los Angeles stadshus 34°03′13″N 118°14′35″V / 34.0536°N 118.2430°V
- Nytt huskomplex 34°03′17.23″N 118°14′55.30″V / 34.0547861°N 118.2486944°V